# Kotlina Orawsko-Nowotarska

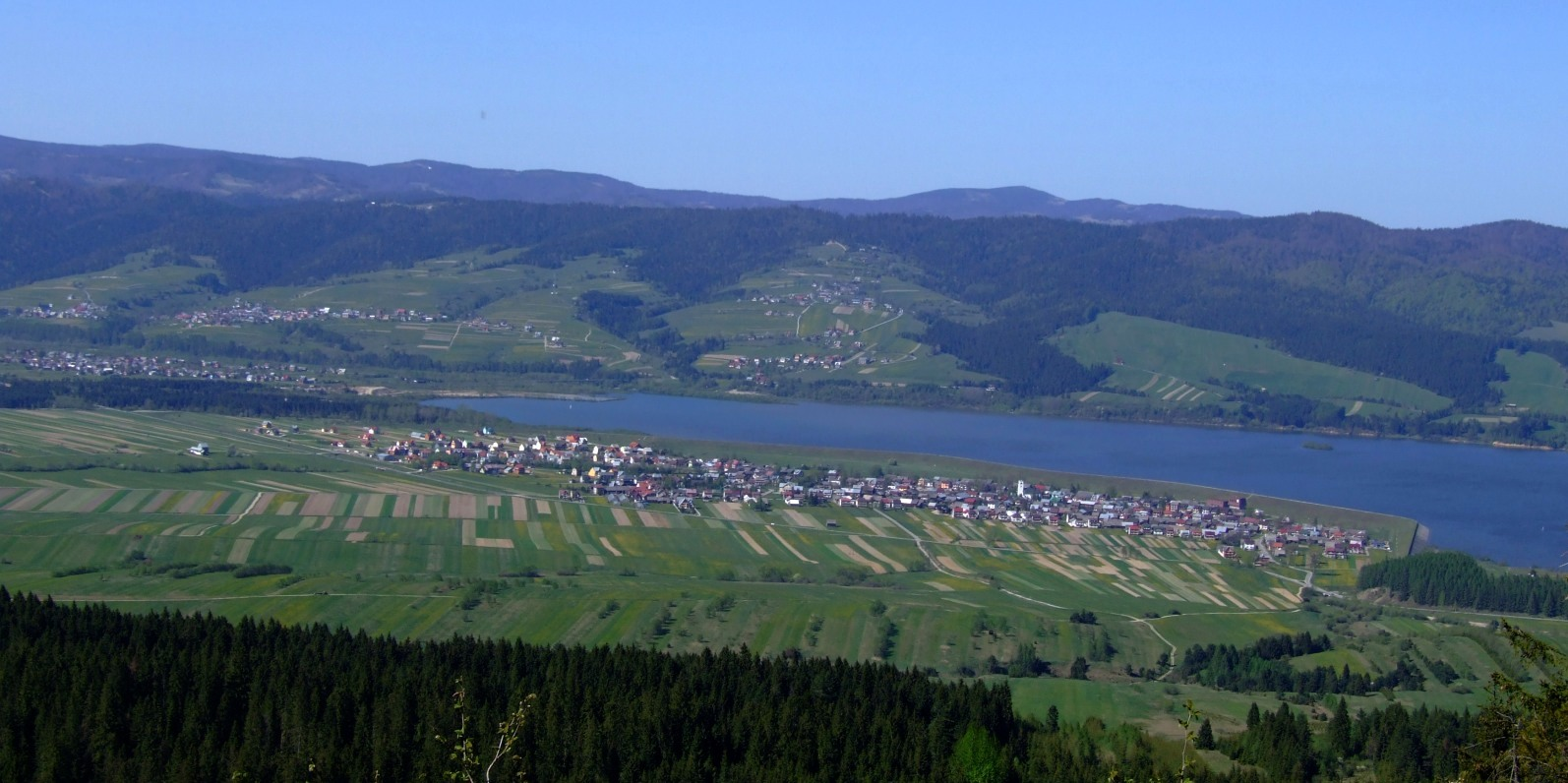
Fragment kotliny Nowotarskiej (Frydman) i widok na Gorce

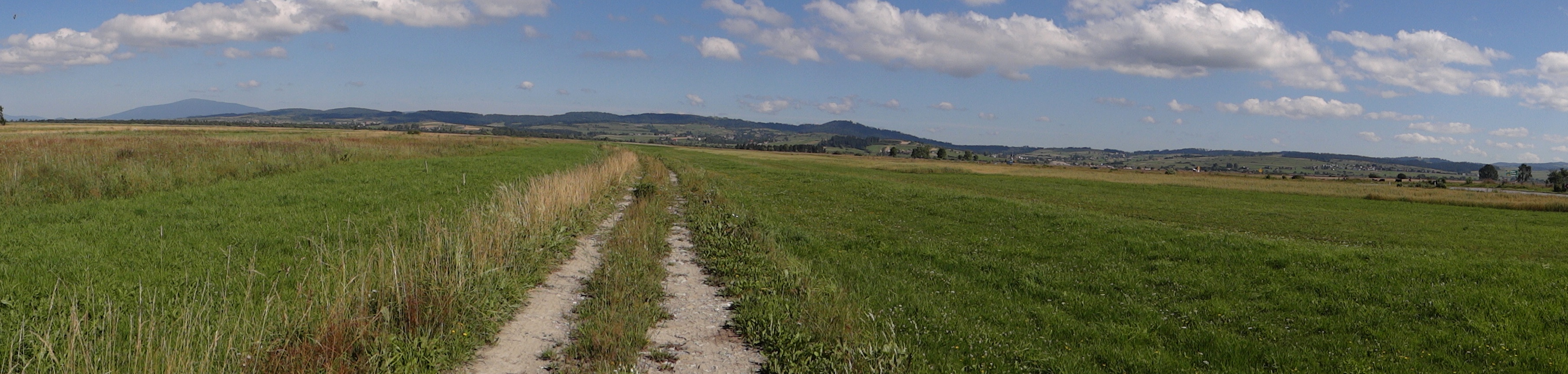
Widok na Babią Górę i Beskid Orawsko-Podhalański

Kotlina Orawsko-Nowotarska (514.11) – północna, najniższa część Obniżenia Orawsko-Podhalańskiego, między Beskidami Zachodnimi na północy a Pogórzem Spisko-Gubałowskim na południu.

## Granice
Granice przebiegają następująco.
- od zachodu podnóżami słowackich Beskidów Orawskich, nieco po zachodniej stronie Jeziora Orawskiego
- od północy kotlina graniczy z Działami Orawskimi, Beskidem Orawsko-Podhalańskim i Gorcami. Granica przebiega po północnej stronie Jeziora Orawskiego, doliną Czarnej Orawy, Piekielnika (dopływ Czarnej Orawy), podnóżami wzniesień Działów Orawskich do Nowego Targu, stąd doliną Dunajca do Zbiornika Czorsztyńskiego, który znajduje się w obrębie Kotliny Nowotarskiej.
- granica wschodnia: zapora na Zbiorniku Czorsztyńskim
- od południa kotlina graniczy z Pieninami, Pogórzem Bukowińskim i Pogórzem Gubałowskim. Granica przebiega południownymi brzegami Zbiornika Czorsztyńskiego do zachodniego końca Zielonych Skałek, stąd północnymi podnóżami Pienin Spiskich i Skalicami Nowotarskimi (od Obłazowej przez Cisową Skałę i Ranisberg), dalej w górę, początkowo potokiem Wielki Rogoźnik, potem północno-zachodnimi podnóżami Pogórza Gubałowskiego po wschodniej stronie Czarnego Dunajca po Koniówkę[2]. Dalej granica biegnie już na Słowacji doliną Orawy i podnóżem Pogórza Skoruszyńskiego.

## Kotlina Orawska i Nowotarska
Cała kotlina jest jednolita pod względem krajobrazu i ma takie samo pochodzenie, ale pod względem hydrograficznym dzieli się na dwie części:
- Kotlina Orawska – część zachodnia, odwadniana przez Orawę i znajdująca się w zlewni Morza Czarnego
- Kotlina Nowotarska – część wschodnia, odwadniana przez Dunajec i znajdująca się w zlewni Bałtyku

Jeszcze na obszarze Polski przebiega bowiem przez kotlinę bardzo słabo zaznaczony w terenie Europejski Dział Wodny między zlewnią Morza Czarnego a zlewnią Bałtyku. Dział ten biegnie od miejscowości Koniówka po zachodniej stronie rzeki Czarny Dunajec na północ przez torfowiska do miejscowości Piekielnik. Obydwie części kotliny są przeciwstawnie do siebie nachylone; stoki Kotliny Orawskiej opadają na zachodzie do wysokości około 600 m n.p.m., Kotliny Nowotarskiej na krańcach wschodnich do około 510 m n.p.m.

## Opis regionu
Kotlina powstała w neogenie w wyniku ugięcia się obszaru pomiędzy łańcuchami górskimi i pogórzami. W wytworzonej w ten sposób niecce powstało jezioro, które z czasem zapełniło się osadami żwirów i iłów; ich grubość w zachodniej części Kotliny sięga 300 m. Również w czwartorzędzie podczas kolejnych okresów zlodowaceń gromadziły się tutaj lodowcowo-rzeczne osady w postaci stożków napływowych. W kotlinie, a szczególnie na przecinającym ją w poprzek bałtycko-czarnomorskim dziale wodnym, ukształtował się unikatowy zespół torfowisk wysokich, zwanych tu „puściznami”. Torfowiska te, całkowicie uzależnione od wód opadowych, zaczęły powstawać około 10 000 lat temu, kiedy nastąpiło ocieplenie klimatu po ostatnim zlodowaceniu. Dziś przedstawiają one wyjątkowy w Polsce i równocześnie rzadki w Europie kompleks torfowisk wysokich oraz borów i lasów bagiennych, nadających specyficzny rys krajobrazowi Kotliny.
Szczególnie charakterystyczna jest roślinność torfowisk. Oprócz mchów torfowców (Sphagnum sp.) można na nich znaleźć rośliny przystosowane do niedostatku składników odżywczych – owadożerne rosiczki (Drosera sp.) i tłustosza pospolitego (Pinguicula vulgaris). Wyjątkową cechą regionu torfowisk Kotliny Orawsko-Nowotarskiej jest występowanie kosodrzewiny (Pinus mugo Turra), którą spotyka się z reguły na większych wysokościach, a także rzadkiej sosny błotnej (forma sosny drzewokosej, Pinus x rhaetica Brūgger), będącej introgresywnym mieszańcem kosodrzewiny z sosną zwyczajną (Pinus sylvestris L.). Na jednej z „puścizn”, o nazwie Puścizna Wielka odkryto w 2002 roku najbardziej na południe wysunięte na świecie, stanowisko maliny moroszki, rzadkiej rośliny uznawanej za relikt glacjalny.
Region należy do średnio przekształconych w wyniku działalności człowieka. Posiada dwa duże, sztucznie utworzone zbiorniki wodne: Jezioro Orawskie i Jezioro Czorsztyńskie. Główne miasta: Nowy Targ (w Polsce) i Namiestów (na Słowacji).
Kotlina Orawsko-Nowotarska obejmuje trzy krainy historyczno-etnograficzne: Orawę w części zachodniej (m.in. Jabłonka, Chyżne, a także cały obszar kotliny na Słowacji), Podhale w części wschodniej (m.in. Czarny Dunajec, Nowy Targ) oraz niewielki fragment Spiszu na krańcu wschodnim (m.in. Nowa Biała, Frydman).